# STAR CHILDREN
『STAR CHILDREN』（スターチルドレン）は、きだまさしによる日本の漫画。『週刊少年マガジン』（講談社）において、2011年53号から2012年16号まで連載された。

## あらすじ
宙人は人類初の木星探査機「ジュピトニア号」の乗組員に選ばれた天海光星にあこがれていた。しかし、ジュピトニア号木星周回軌道上で消息を絶ってしまう。消息を絶つ直前の恐怖に負けずにメッセージを発する天海を見た宙人は、あこがれていただけの宇宙飛行士の現実を知り、葛藤するが、やがて宇宙飛行士になることを決意し、CORE宇宙高等専門学校に入学する。

## 登場人物
昴 宙人（すばる ゆうと）
入学テストの成績は218人中157位とあまりよくないが、夕食会での行動が指宿に評価され、Aクラスに選ばれる。閉鎖環境訓練時に春日井が高熱を出した時、Aクラスから脱落することを覚悟の上でリタイアを決めるなど、優れた決断力を持っている。Aクラスでは富士野、春日井、芝田とチームを組んでいた。
富士野 岳（ふじの がく）
宇宙機マニアで寮では宙人と同室。入学テストの成績は153位だったが宙人と同様、夕食会での行動が指宿に評価され、Aクラスに選ばれる。
春日井 あかり（かすがい あかり）
入学テスト3位。ステータスのために特級宇宙飛行士になりたがっているが、閉鎖環境訓練時に高熱を出して倒れていまい、リタイアしたためBクラスに脱落となった。Bクラスに落ちて6ヶ月後の船外活動時には、宙人から「最近口調が母親みたい」と言われるなど、面倒見の良さも見せるようになる。
芝田 りん（しばた りん）
入学テスト4位。成績が悪いのにAクラスに選ばれた宙人に興味を持っている。
万城目 準（まきめ じゅん）
入学テスト1位。クラス分けテスト時は宙人達が脱落しそうになったのを喜ぶような発言をするが、15話では宙人にアドバイスをするようになる。
鏑木 宗介（かぶらぎ そうすけ）
入学テスト2位。
穣川 怜（みのりかわ りょう）
成績はAクラス並みに優秀なBクラスの生徒。
昴 大地（すばる だいち）
宙人の父親で宙人が宇宙飛行士になることには反対している。ジュピトニア計画のプロジェクトリーダーでCORE社宇宙飛行士局局長。
天海 光星（あまみ こうせい）
特級宇宙飛行士で人類初の木星探査を行う木製往還船「ジュピトニア号」の11人のクルー、通称ジュピトニアイレブンの内ただ一人の日本人乗組員に選ばれるが、2076年の出発から2年後、ジュピトニア号とともに木星周回軌道上で行方不明になる。第6話では探査衛星が木星から何らかの信号をキャッチしており、光星の生存の可能性を示唆している。
談合坂 登（だんごうざか のぼる）
CORE宇宙高等専門学校Bクラスの担当教官で中級宇宙飛行士。
設楽 聡（したら さとし）
CORE宇宙高等専門学校Bクラスの担当教官で中級宇宙飛行士。
地神 麻也（じがみ まや）
上級宇宙飛行士。
指宿 ふみ（いぶすき ふみ）
特級宇宙飛行士。

## 書誌情報
- きだまさし 『STAR CHILDREN』 講談社〈講談社コミックス〉、全2巻
  1. 2012年2月17日発売 ISBN 978-4-06-384636-2
  2. 2012年5月17日発売 ISBN 978-4-06-384680-5